# Kamenik, Kiustendil
Kamenik (în bulgară Каменик) este un sat în comuna Boboșevo, regiunea Kiustendil,  Bulgaria. 

## Demografie
Componența etnică a satului Kamenik
     Bulgari (100%)
     Nicio identificare (0%)
     Altele (0%)
La recensământul din 2011, populația satului Kamenik era de 15 locuitori. Din punct de vedere etnic, toți locuitorii erau bulgari.